# Francisco Roldán
hDon Francisco Roldán (Moguer, 1462 - Caraïben, 1 juli 1502, was ridder van het koningshuis van Spanje, nam deel aan de verovering van Granada in 1492, reisde met Christoffel Columbus naar de Nieuwe Wereld in Amerika in 1493 en was legerleider en burgemeester van La Isabela op Hispaniola.
Volgens de Library of Congress is zijn naam Roldán y Ximeno, Francisco, 1462-1502.

## Geschiedenis
Tijdens de terugreis van Columbus naar Spanje in 1496 vertrouwde hij de leiding van Hispaniola toe aan zijn broers Bartholomeus en Diego.
Bartholomeus was met twee schepen naar het zuiden vertrokken om een nieuwe nederzetting te stichten, waardoor de situatie in La Isabella verslechterde.
Roldán maakte hier bezwaar tegen en startte een rebellie, waarna hij met een groep gewapende Spanjaarden het enige schip kaapte, La Isabella verliet en naar het zuiden van Hispaniola trok.
Hij kon zich verenigen met de indianen van Xaragua door het instellen van nieuwe lichtere belastingen en beloofde de indianen te beschermen, waardoor hij in strijd met de regels van Bartholomeus en Diego Columbus handelde.
Roldán had de intentie om met enkele andere leden van deze rebellen, onder wie Magdalena Diego de Escobar, Pedro de Valdivieso en Adrián de Muxica, een nieuw regiem op het eiland in te stellen en trokken naar La Vega, waar het belangrijkste fort was gevestigd, voor onderhandelingen.
De commandanten Miguel Ballester en García de Barrantes weigerden hen de toegang en zonden een bericht naar La Isabela.

## Het vervolg
Christoffel Columbus werd na zijn terugkeer op 31 augustus 1498 in Santo Domingo geconfronteerd met de situatie.
Op 17 oktober stuurden Roldán, Muxica, Gamez en Escobar een brief naar Columbus met hun motieven van hun handelingen.
Na langdurige onderhandelingen besloot Columbus in september 1499 grote concessies aan Roldán te doen, waaronder het intrekken van de beschuldigingen (Roldán had niet de regels en wetten van het Spaanse koningshuis geschonden) en hem als gouverneur van Xaraguá aan te wijzen.
Columbus kreeg te horen dat Alonso de Hojeda, die op de eerste reis van Columbus Caonabó gevangen had genomen, op Yáquimo was aangekomen en stuurde Roldán daarheen om poolshoogte te nemen. Columbus had namelijk het alleenrecht om het gebied te exploiteren.
Hojeda had een licentie van de aartsbisschop Alonso III Fonseca, maar Roldán kreeg hem toch zover dat hij in maart 1500 het eiland verliet.
Op 23 augustus 1500 arriveerde Hojeda bij de haven van Santo Domingo.
De groep die met Hojeda was meegekomen veroorzaakte grote onrust waardoor Roldán moest ingrijpen ter bescherming van Columbus.
Gezien de aanhoudende opstanden werd in 1500 Bobadilla, als onderzoeksrechter en tijdelijke gouverneur, door de Spaanse kroon naar Hispaniola gestuurd. Hij arresteerde de gebroeders Columbus en stuurden hen naar Spanje om daar te worden berecht.

## Gevangen en overleden
Ondanks de goede behandeling en verantwoordelijkheden die hij van Bobadilla kreeg, bleef Roldán trouw aan Columbus en zijn broers.
In 1502 werd hij door de nieuwe gouverneur Nicolas de Ovando gevangengenomen en naar Spanje gestuurd. Vlak na het vertrek brak er een storm los en vergingen de meeste schepen van het konvooi waarbij hij om het leven kwam.